# Vorstendom Anhalt-Plötzkau (1611-1665)
Het vorstendom Anhalt-Plötzkau was tussen 1611 en 1665 een vorstendom binnen het Heilige Roomse Rijk. Het vorstendom was in tegenstelling tot de vier andere Anhaltse vorstendommen niet zelfstandig, maar stond onder de landeshoheit of territoriale soevereiniteit van Anhalt-Bernburg. Anhalt-Plötzkau ontstond in 1611 toen Christiaan I van Anhalt-Bernburg het ambt Plötzkau afstond aan zijn broer August. In 1665 erfden de vorsten van Anhalt-Plötzkau het vorstendom Anhalt-Köthen en moesten ze Plötzkau afstaan Frederik van Anhalt-Bernburg-Harzgerode.

## Vorsten
- 1611 - 1653: August
- 1653 - 1654: Ernst Gottlieb
- 1654 - 1665: Lebrecht en Emanuel